# واسینه لازه
وسین لیز (به لاتین: Vasine Laze) یک زیستگاه انسانی در کرواسی است که در شهرستان پوژگا-اسلاونیا واقع شده‌است.

## خصوصیات
وسین لیز ۲۴ نفر جمعیت دارد و ۳۳۰ متر بالاتر از سطح دریا واقع شده‌است.